# Flugplatz Fulda-Jossa

i7
i11
i13
Der Flugplatz Fulda-Jossa (ICAO-Code: EDGF) ist ein Sonderlandeplatz in Osthessen. Er liegt etwa in der Mitte zwischen den Städten Fulda im Osten, Lauterbach im Norden, Gedern im Westen und Steinau an der Straße im Süden. Betrieben wird der Platz vom Verein Motorflug Fulda e. V.

## Geschichte
Anfang der 1970er Jahre suchte der Frankfurter Kaufmann Erich Stroh eine Möglichkeit, mit seiner Morane von Egelsbach zu seinem Wochenendhaus im Vogelsberg zu fliegen. Dafür kaufte er das Gelände des heutigen Flugplatzes und erwirkte eine entsprechende Genehmigung beim Hessischen Ministerium für Wirtschaft und Technik, die am 27. November 1972 erteilt wurde und zunächst nur für Strohs eigenes Flugzeug galt. Nach der Erweiterung der Genehmigung betrieb der Frankfurter Verein für Luftfahrt von 1974 bis 1976 als Untermieter dort eine Flugschule zur Ausbildung von PPL-A-Piloten. 1975 wurde eine Blockhütte als Flugvorbereitungsraum errichtet. 1977 folgten eine Tankstelle und ein Tower. Am 2. März 1978 schloss der Verein Motorflug Fulda e. V. einen langjährigen Pachtvertrag mit Stroh und betreibt den Flugplatz seitdem. Seit 1984 ist der Flugplatz auch für Modellflug und Fallschirmspringen zugelassen.

## Ausstattung
Der Flugplatz verfügt über eine Tankstelle an der AVGAS 100LL getankt werden kann, weiterhin über einen Hangar und einen Tower sowie Abstellflächen für Flugzeuge.